# Протархеоптерикс
Протархеопте́рикс (лат. Protarchaeopteryx, буквально — до археоптерикса) — род пернатых динозавров-теропод размером с индейку, обитавший на территории современного Китая. Его ископаемые остатки были обнаружены в пласте Цзяньшаньгоу формации Исянь. Он обитал на Земле в начале аптского века мелового периода, примерно 124,6 млн лет назад. Протархеоптерикс был, вероятно, травоядным или всеядным, хотя его передние конечности очень похожи на конечности плотоядных динозавров малого размера. Вероятно, он относится к базальной группе овирапторозавров и тесно связан или даже синонимичен роду Incisivosaurus.

## Описание

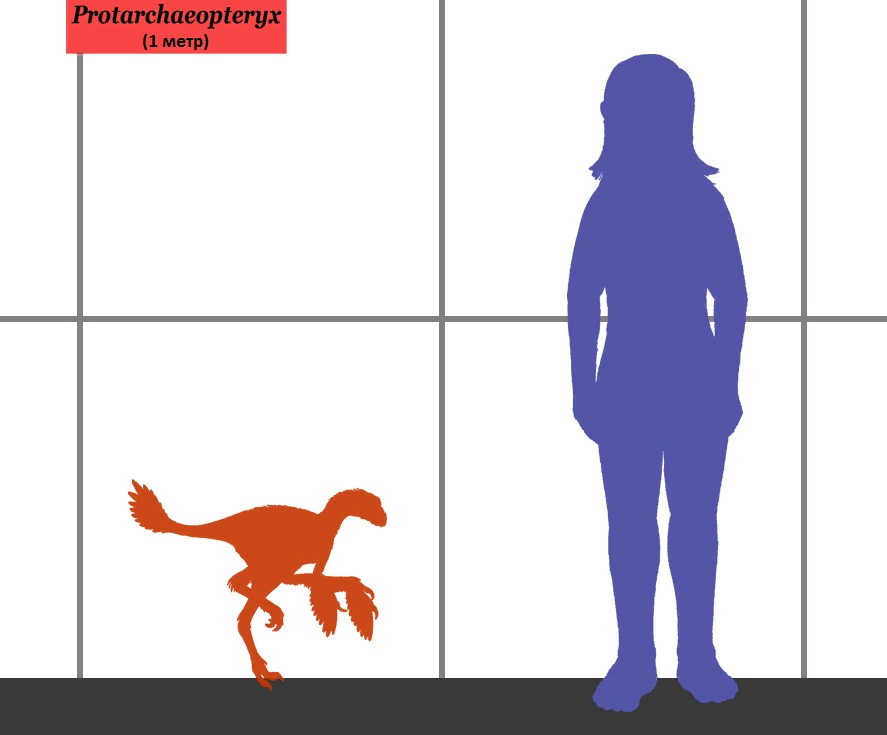
Сравнение с человеком по размерам

Протархеоптерикс имел длинные задние конечности и, вероятно, мог быстро бегать. Он имел хорошо развитые пластинчатые перья, расходившиеся от относительно короткого хвоста; его передние конечности были длинными и стройными и имели по три пальца с острыми, изогнутыми когтями. Его скелет был полым и птицеподобным и имел вилочку. Будучи примерно 1 м в длину, по размерам этот динозавр был больше, чем археоптерикс. Протархеоптерикс также имел симметричные перья на хвосте. Так как современные птицы, которые имеют симметричные перья, являются нелетающими, а структура скелета протархеоптерикса не допускает способности к машущему полёту, предполагается, что он также был нелетающим. Было высказано предположение, что он, возможно, вёл древесный образ жизни, перескакивая с одной ветви дерева на другую и используя свои передние конечности для парения в воздухе при прыжке.